# Parafia Matki Bożej Częstochowskiej w Przyłęku
Parafia Matki Bożej Częstochowskiej w Przyłęku – jedna z 11 parafii dekanatu zwoleńskiego diecezji radomskiej. Parafię prowadzą księża diecezjalni.

## Historia
- Parafia została erygowana 17 lipca 1926 przez bp. Mariana Ryxa. Kaplica drewniana wybudowana została w 1926 staraniem ks. Juliana Dusińskiego. Nowy kościół pw. Matki Bożej Częstochowskiej według projektu arch. Jana Filipiuka i konstruktora Władysława Gierady z Radomia został zbudowany - na miejscu drewnianego rozebranego w 1984 - w latach 1984 - 1986 staraniem ks. Wacława Ścierskiego. Poświęcił go 29 czerwca 1986 bp. Edward Materski. Jest budowlą trzynawową, zbudowaną z czerwonej cegły.

## Terytorium
Do parafii należą: Andrzejów, Babin, Krzywda, Kulczyn, Las Szlachecki, Lipiny, Mszadla Nowa (część), Okrężnica, Przyłęk, Ruda, Rudki (część), Stefanów

## Proboszczowie
- 1926–1945 – ks. Klemens Słapczyński
- 1945–1947 – ks. Bernard Gabryszewski
- 1947–1954 – ks. Stanisław  Czechowski
- 1954–1957 – ks. Jan Rzuczkowski
- 1957–1971 – ks. Stanisław Wydra
- 1971–1976 – ks. Stanisław Derda
- 1976–2007 – ks. kan. Wacław Ścierski
- 2007–2015 – ks. Józef Bieńkowski
- od 2015 – ks. Szczepan Barański